# はいさい!ラジオ506
はいさい!ラジオ506は、ラジオ沖縄がスカイパーフェクTV!で行ったCSラジオ放送（PCM）のチャンネルである。視聴料は月額200円。

## 概要
1997年4月に開局し、スカパー（当時はパーフェクTV!）のチャンネル番号506番で早朝5時の放送開始から深夜22時（後に23時）まで行われ、ラジオ沖縄の番組を地上波とサイマル放送した（CMも含む）。但し放送権の問題上ネットワーク番組（NRN配給）については放送されず、その分はCS放送向けに独自編成で当日の放送分の再放送や時差放送を行った。又チャンネル番号にちなんで毎月5日と6日は無料放送日に充てた事もある。
当時のラジオ沖縄の周波数864kHzは本州の民放ラジオ局を中心に中継局が多く同じ周波数を使っていたため、スタート当初は同局のラジオ放送を聞くことができない本州のリスナーからの反響が大きかったと言われている。また、CSによる受信報告書でもラジオ沖縄のベリカードを手にすることが可能であった。
しかし、局側の都合でわずか5年後の2001年9月で打ち切られた。
2017年10月2日昼12時よりラジオ沖縄はradiko又はradikoプレミアムに参加したため、はいさい!ラジオ506以来、16年振りに全国配信が実現した。